# Zimella
Zimella település Olaszországban, Veneto régióban, Verona megyében. Lakosainak száma 4855 fő (2023. január 1.). Zimella Arcole, Cologna Veneta, Lonigo és Veronella községekkel határos.

## Népesség
A település népességének változása:
| Lakosok száma | 4896 | 4893 | 4855 |
|               | 2017 | 2018 | 2023 |